# Pascal Plante
Pascal Plante  (* 3. September 1988 in Québec) ist ein kanadischer Drehbuchautor und Filmregisseur.

## Leben
Pascal Plante wurde 1988 in Québec geboren. Er ist ein ehemaliger Leistungsschwimmer und studierte Film an der Mel Hoppenheim School of Cinema der Concordia University. Seinen ersten Kurzfilm La fleur de l'âge stellte Plante im September 2011 beim Edmonton International Film Festival vor. Sein Dokumentarfilm La génération porn feierte im Oktober 2014 beim Festival du Nouveau Cinéma de Montréal seine Premiere. Sein Spielfilmdebüt, die Punk-Romanze Les faux tatouages mit Anthony Therrien, Rose-Marie Perreault und Lysandre Nadeau in den Hauptrollen, war 2018 bei der Berlinale zu sehen. Sein mehrfach ausgezeichneter Film Nadia, Butterfly, in den er seine eigenen Erfahrungen als Schwimmer einfließen ließ und in dem er die Geschichte einer jungen Olympiateilnehmerin erzählt, wurde 2020 bei den Internationalen Filmfestspielen in Cannes gezeigt. Die Premiere seines vierten Langfilms Red Rooms – Zeugin des Bösen, in dem eine junge Frau den Prozess gegen einen Mädchenmörder verfolgt von dem sie fasziniert ist, erfolgte im Juli 2023 beim Internationalen Filmfestival Karlovy Vary, wo der Film für den Kristallglobus nominiert war.

## Filmografie
- 2014: La génération porn (Dokumentarfilm)
- 2016: Nonna (Kurzfilm)
- 2017: Les faux tatouages
- 2020: Nadia, Butterfly
- 2023: Red Rooms – Zeugin des Bösen (Les chambres rouges)

## Auszeichnungen
Busan International Film Festival
- 2020: Nominierung als Bester Film in der Sektion Flash Forward (Nadia, Butterfly)[5]

Canadian Screen Award
- 2024: Nominierung für die Beste Regie (Red Rooms – Zeugin des Bösen)
- 2024: Nominierung für das Beste Drehbuch (Red Rooms – Zeugin des Bösen)[6]

Fantasia International Film Festival
- 2023: Auszeichnung für das Beste Drehbuch (Red Rooms – Zeugin des Bösen)[7]

Internationale Filmfestspiele Berlin
- 2018: Nominierung für den Gläsernen Bären in der Sektion Generation 14plus (Les faux tatouages)

Seattle Film Critics Society Award
- 2024: Nominierung als Bester internationaler Film (Red Rooms – Zeugin des Bösen)[8]

Seattle International Film Festival
- 2018: Nominierung als Bester Spielfilm für den Futurewave Youth Jury Award (Les faux tatouages)[9]

Slamdance Film Festival
- 2018: Nominierung als Bester Spielfilm für den Grand Jury Prize (Les faux tatouages)[10]